# جک کورونو
جک کورونو (انگلیسی: Jack Curnow; ۳۱ ژانویهٔ ۱۹۱۰ – 1990 (ages 79-80)) بازیکن فوتبال اهل بریتانیا بود.
از باشگاه‌هایی که در آن بازی کرده‌است می‌توان به باشگاه فوتبال ولورهمپتون واندررز، باشگاه فوتبال هال سیتی، باشگاه فوتبال ترانمره راورز، و باشگاه فوتبال بلکپول اشاره کرد.